# Rheinwiesenlager

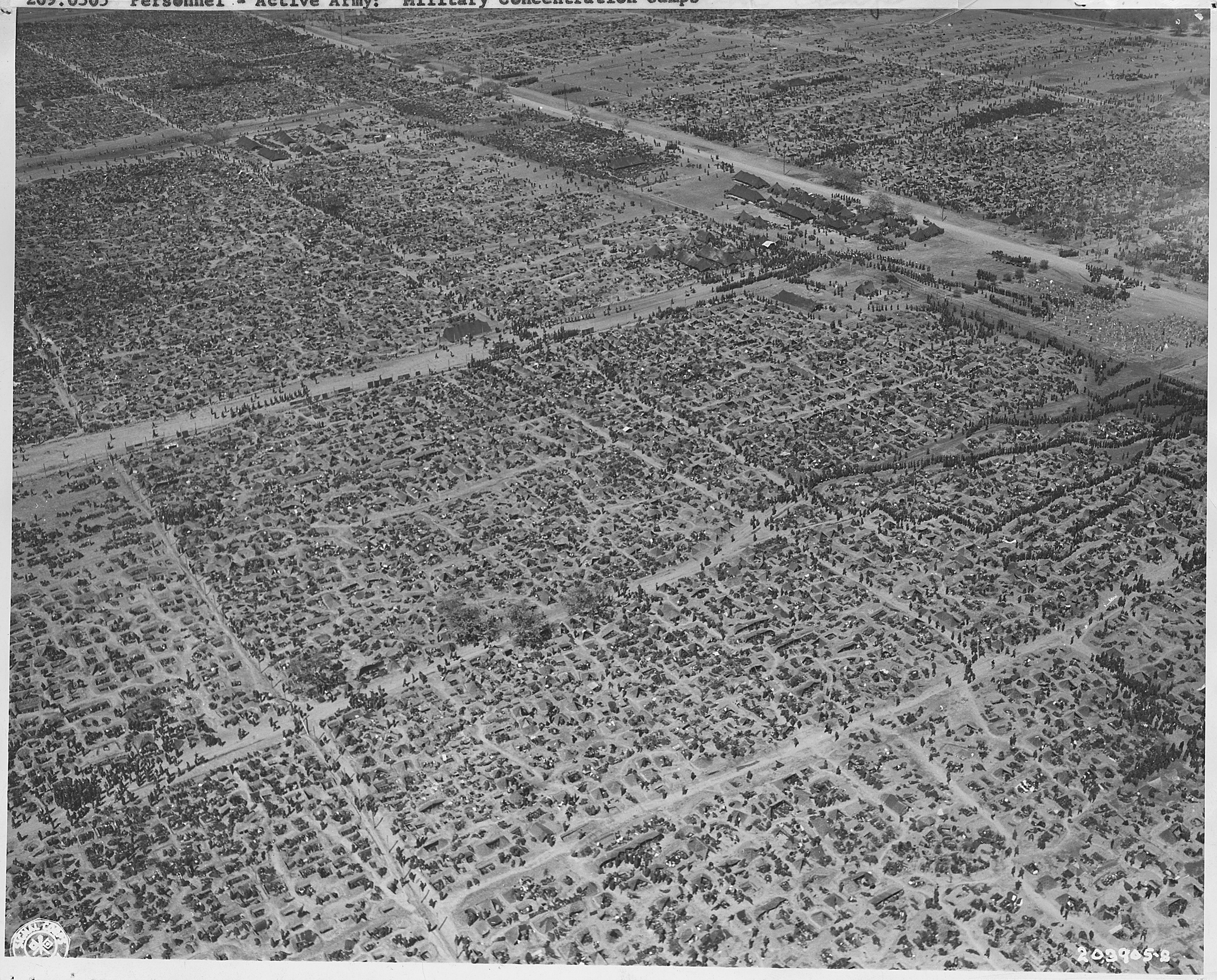
Unbekanntes Rheinwiesenlager der US-Amerikaner, 25. Mai 1945

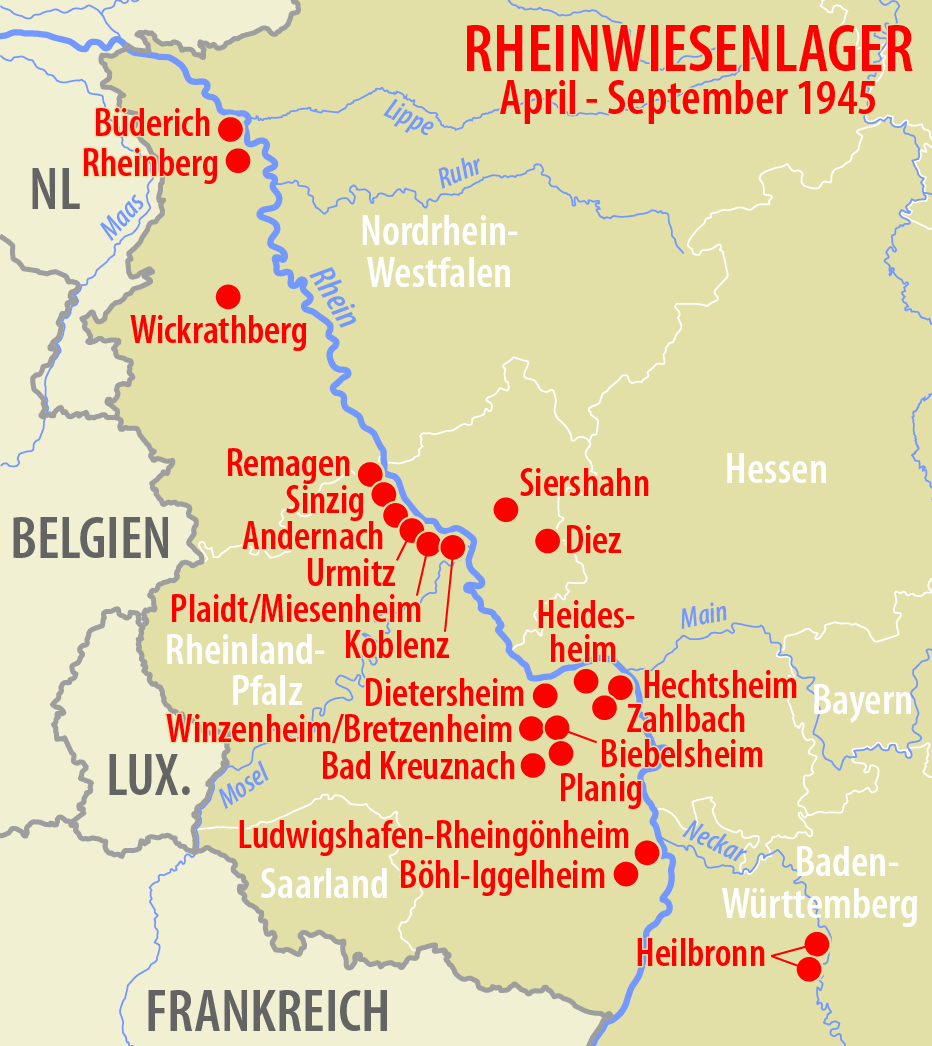
Karte der Rheinwiesenlager

Die Rheinwiesenlager (offizielle US-amerikanische Bezeichnung Prisoner of War Temporary Enclosure, PWTE) waren Gefangenenlager der USA, Großbritanniens und Frankreichs im Rheinland am Ende des Zweiten Weltkriegs. In ihnen wurden unterschiedliche Gruppen von Gefangenen vorübergehend inhaftiert. Sie existierten von April bis September 1945 und unterschieden sich während dieser Zeit maßgeblich in Größe, Ausstattung und Lage.

## Standorte der Rheinwiesenlager
Von Nord nach Süd, in Klammern die offizielle amerikanische Bezeichnung:
| - Büderich: Kriegsgefangenenlager Büderich (PWTE A4) - Rheinberg: Kriegsgefangenenlager Rheinberg (PWTE A1) - Wickrathberg (PWTE A9) - Remagen: Goldene Meile (PWTE A2) - Sinzig: Goldene Meile (PWTE A5) - Siershahn (PWTE A18) - Andernach (PWTE A11) - Urmitz (PWTE A13) - Plaidt/Miesenheim (PWTE A14) - Diez (PWTE A19) - Koblenz (PWTE A10) - Heidesheim am Rhein (PWTE A12) | - Hechtsheim (PWTE A17) - Bingen-Dietersheim (PWTE A8) - Mainz-Zahlbach (PWTE A16) - Winzenheim/Bretzenheim: Feld des Jammers (PWTE A6) - Biebelsheim (PWTE A7) - Bad Kreuznach: Lager Galgenberg (PWTE A-3) - Planig (PWTE A15) - Ludwigshafen-Rheingönheim (PWTE C2) - Böhl-Iggelheim (PWTE C1) - Heilbronn: Lager Heilbronn (PWTE C3) - Heilbronn: Lager Heilbronn (PWTE C4) |

## Geschichte

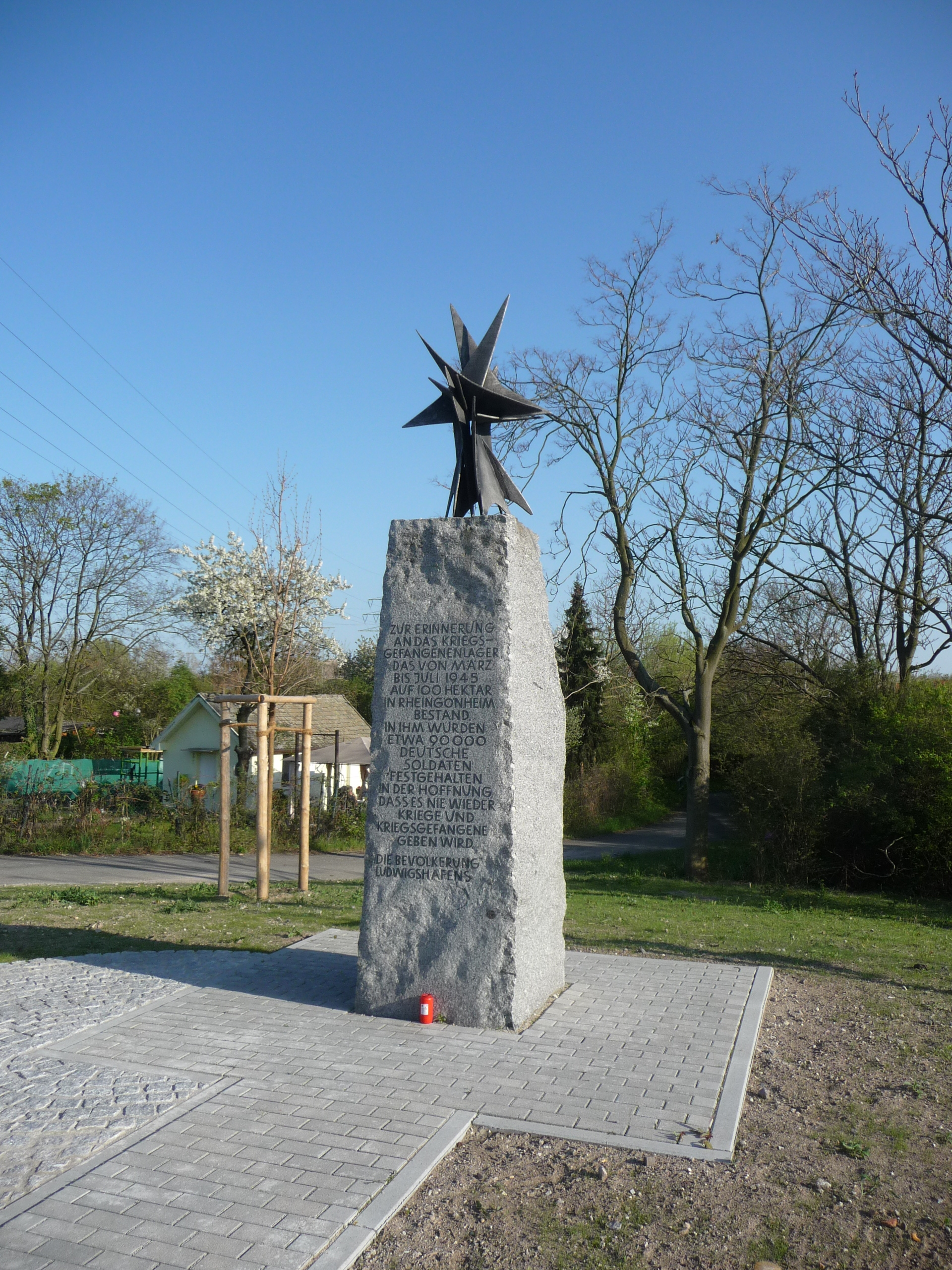
Gedenkstein für das Lager in Ludwigshafen-Rheingönheim

Nach dem Scheitern der Ardennenoffensive und der Zerschlagung des Ruhrkessels waren hunderttausende Wehrmachtsoldaten in Kriegsgefangenschaft geraten. Im Anschluss an die deutsche Kapitulation befanden sich 3,4 Millionen Menschen in US-Gewahrsam. Ursprünglich planten die Alliierten, ihre Häftlinge bis Kriegsende nach England zu schaffen, um sie dort zu versorgen. Aufgrund der schieren Anzahl der Inhaftierten erschien es aber geeigneter, die Gefangenen zunächst in Deutschland in temporären Gefangenenlagern festzusetzen. Dafür wurden entlang des Rheins 23 Durchgangslager errichtet. Die Möglichkeit, zurück ins Reich zu fliehen und im Untergrund Widerstand zu leisten, erschwerte man durch Anlage der Haftanstalten am westlichen Flussufer. Obwohl die meisten Lager am linken Ufer des Rheins lagen, was auch ihren Namen prägte, trifft das z. B. auf die Lager bei Diez oder Siershahn nicht zu. Die offizielle Bezeichnung lautete „Prisoner of War Temporary Enclosures“ (PWTE).
Die Lager entstanden von April bis Juni 1945 und wurden nach einem einheitlichen Schema errichtet. Am Rande eines Ortes, der in der Regel einen Bahnanschluss hatte, wurde eine offene Ackerfläche abgegrenzt. Dieses Areal unterteilten die Verantwortlichen mit Masten und Stacheldraht in zehn bis zwanzig Camps, die Platz für fünf- bis zehntausend Häftlinge boten. Feldwege wurden zu Lagerstraßen umfunktioniert und angrenzende Gebäude dienten der Verwaltung, als Küchen und Krankenstationen. Die Kriegsgefangenen mussten ihre soldatische Feldausrüstung, auch Zelte und Decken, abgeben und waren darum gezwungen, sich Erdlöcher als Schlafstätten zu graben. Mit der Bewachung der Lager war die 106. Infanterie-Division (106th Infantry Division) des amerikanischen Heers beauftragt, die auf 40.000 Mann aufgestockt worden war und zusätzliche Transporteinheiten erhalten hatte, um Nahrung aus US-Militärbeständen in die Lager zu schaffen. Die Transportkapazität reichte nicht aus, mit der Organisation der Lager war die Division völlig überfordert, weshalb diese den deutschen Gefangenen überlassen wurde. Die interne Verwaltung der Lager und die Posten als Lagerleiter, Lagerpolizei, Ärzte, Köche, Arbeitskommandos etc. waren von Deutschen besetzt.
Nach mehreren Wochen wurden diejenigen aus den Lagern entlassen, die politisch unverdächtig waren, vor allem Hitlerjungen und Frauen. Danach wurden bestimmte Berufsgruppen entlassen, die für den Wiederaufbau wichtig waren: landwirtschaftliche Arbeiter, LKW-Fahrer, Bergleute. Ende Juni 1945 wurden die Lager Remagen, Böhl-Iggelheim und Büderich bereits wieder aufgelöst. Diese erste Entlassungswelle wurde aber wieder gestoppt.
Im April und Anfang Mai 1945 war die Versorgung nur unregelmäßig und reichte nicht, danach besserte sie sich langsam. Erst im Juni gab es ausreichende Essensportionen. Im Verlaufe von Mai und Juni erhielten alle Lager Latrinen, Küchen und Krankenreviere. Dreck, Nässe, Unterernährung und unhygienische Umstände führten zu Krankheiten. Der Ausbruch von Seuchen wurde von den Amerikanern verhindert, indem sie das Trinkwasser chlorten, alle Gefangenen mit DDT entlausten und reichlich Seife und Toilettenpapier zur Verfügung stellten.
Das Hauptquartier der alliierten Streitkräfte in Nordwesteuropa (SHAEF) bot Frankreich, das an die USA mit der Forderung herangetreten war, 1,75 Millionen Kriegsgefangene als Zwangsarbeiter zu erhalten, die Übernahme der Rheinwiesenlager an. Bis zum 10. Juli 1945 wurden die Lager an die Franzosen übergeben, die Briten hatten die Lager in ihrer Zone bereits bis zum 12. Juni übernommen. Die Kriegsgefangenen wurden nach Frankreich transferiert, soweit sie nicht als arbeitsuntauglich an Ort und Stelle entlassen wurden. Bis etwa Ende September 1945 waren sowohl die britischen als auch die französischen Lager aufgelöst. Lediglich das „Feld des Jammers“ bei Bad Kreuznach diente noch bis Ende 1948 für die aus Frankreich heimkehrenden Kriegsgefangenen als Durchgangslager.

## Lagerbedingungen

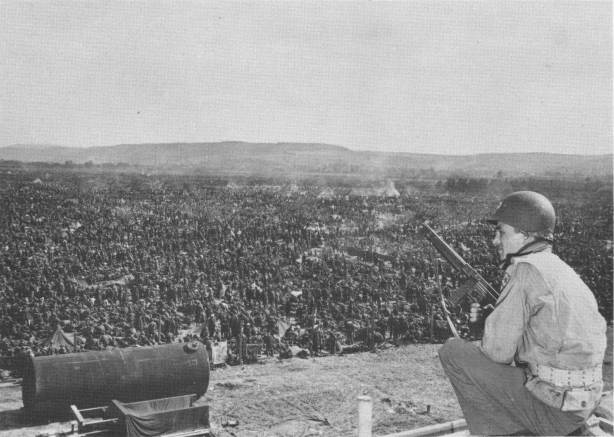
Lager Remagen

Die Ernährung und die hygienischen Verhältnisse in diesen Lagern, eingezäunten verschlammten Wiesen unter freiem Himmel, auf denen die Gefangenen mangels Baracken in offenen Erdlöchern lebten, waren schlecht bis katastrophal. Versuche des Internationalen Komitees vom Roten Kreuz (IKRK), den Gefangenen zu helfen, wurden von den US-Amerikanern abgewehrt; dem IKRK wurde der Zutritt zu den Lagern verwehrt, da es von der US-amerikanischen Besatzungsmacht nicht erwünscht war, Abgesandte des IKRK die Zustände in den Lagern sehen zu lassen.
Der völkerrechtlich nicht definierte Status DEF (entwaffnete feindliche Streitkräfte) wurde auf die meisten deutschen Soldaten angewandt, die von den US-Streitkräften erst nach der bedingungslosen Kapitulation am 8. Mai 1945 gefangengesetzt wurden. SS-Angehörige sowie verdächtige Personen wurden jedoch grundsätzlich nicht zu DEF erklärt. Die Verpflegung der DEF war an der der ebenfalls durch die USA versorgten „Displaced Persons“, ehemalige NS-Zwangsarbeiter, bemessen und sollte 1500 kcal pro Tag betragen. Die Lebensmittelrationen der deutschen Zivilbevölkerung im Frühjahr 1945 lagen im Vergleich bei ungefähr 1000 kcal.
Der größte Teil der Gefangenen, so etwa Angehörige des Volkssturms und der Hitlerjugend, wurde bereits nach kurzer Zeit entlassen, andere als DEF deklarierte deutsche Einheiten sollten organisatorisch intakt gehalten und als Arbeitskräfte für die amerikanische Armee eingesetzt oder an andere Alliierte überstellt werden.
1943 hatten die USA und Großbritannien beschlossen, jeweils die Hälfte der Gefangenen zu übernehmen. Diese Rahmenbedingungen bestanden auch noch 1945. Als aber die Alliierten den Rhein überschritten hatten, stieg die Zahl der Gefangenen in einem solchen Maße an, dass die Briten sich sträubten, ihren Anteil zu übernehmen. Die USA übernahmen zunächst alle Gefangenen und legten die amerikanischen Rheinwiesenlager an. Von revisionistischen Autoren wird die anfangs äußerst mangelhafte Versorgung der Lager mit Nahrungsmitteln als Plan der Amerikaner angesehen, der mit dem Status der DEF in Zusammenhang stehe. Der Status DEF wurde von der amerikanischen Armeeführung im Frühjahr 1946 wieder abgeschafft und durch „Kriegsgefangener“ (prisoner of war, POW) ersetzt. Auffassungen, die katastrophale Situation in den Rheinwiesenlagern habe als wesentliche Voraussetzung den DEF-Status, wurden von Wissenschaftlern in der Auseinandersetzung mit den Thesen von James Bacque zurückgewiesen. Die meisten Gefangenen in den Rheinwiesenlagern waren ursprünglich keine DEF, sondern als Kriegsgefangene eingestuft.

## Gefangenengruppen
Im Lager wurden unterschiedliche Gruppen von Gefangenen zeitweilig interniert:
- Reguläre deutsche Kriegsgefangene (Prisoners of War, POW), die vor der Kapitulation am 8. Mai 1945 gefangen genommen wurden
- Disarmed Enemy Forces (DEF), bzw. in britischer Gefangenschaft Surrendered Enemy Personnel (SEP) – gefangen genommene deutsche Soldaten ohne den Status Kriegsgefangener
- Angehörige der Waffen-SS, die zentral im Lager Bretzenheim inhaftiert wurden
- Angehörige des Volkssturms
- Verdächtige Zivilpersonen (Jugendliche, Frauen, Kriegsversehrte und verwundete Soldaten), die meist nach wenigen Tagen wieder entlassen wurden

## Kontroverse um die Anzahl der Todesfälle
Aufgrund der mangelhaften Erfassung der Kriegsgefangenen kurz vor und nach Kriegsende ist die Zahl der Todesfälle unter den Gefangenen bis heute schwer einzuschätzen. Von den US-Stellen wurden 3053 Tote gemeldet. Die umliegenden deutschen Gemeindeverwaltungen verzeichneten 4537 Tote. Diese Mindestzahl an eindeutig belegten Bestattungen wurde aufgrund von Augenzeugenberichten über irreguläre Gräber und den Abtransport von Leichen später auf mehrere Tausend pro Lager nach oben korrigiert. Die gründlichste Untersuchung über die Todeszahlen wurde von der nach ihrem Leiter Erich Maschke benannten Maschke-Kommission veröffentlicht, die im Auftrag des Bundesministeriums für Vertriebene, Flüchtlinge und Kriegsgeschädigte die Geschichte der deutschen Kriegsgefangenen wissenschaftlich untersuchte. Sie kam auf eine Gesamtzahl von 32.000 Toten in den Rheinwiesenlagern. Die Lager mit der höchsten Sterblichkeit waren: Bad Kreuznach (Lager Galgenberg und Lager Bretzenheim), Sinzig bei Remagen, Rheinberg, Heidesheim am Rhein, Wickrathberg und Büderich. In diesen sechs Lagern kamen ca. 5.000 von 500.000 Insassen ums Leben. Rechnet man diese Zahlen auf die ca. 1.000.000 Gefangenen hoch, ergibt sich eine obere Grenze von 10.000 Toten. Eine neuere Untersuchung für die beiden Lager Goldene Meile (Remagen und Sinzig), in denen ein Drittel aller Gefangenen war, bestätigt dieses Ergebnis und schließt höhere Todeszahlen für diese Region aus.
Als jeweils niedrigste und höchste Schätzung der Opfer nennt der US-amerikanische Historiker Arthur L. Smith die Zahlen 8.000 und 40.000.
Berichte von Kriegsgefangenen über Anzahlen von Toten aus eigener Anschauung und vom Hörensagen beförderten über Jahrzehnte Spekulationen über noch höhere Todesraten. Die in Gerüchten hochgeschraubte Zahl der Todesfälle wurde von rechten Parteien und Medien propagandistisch genutzt. Höhepunkt war die Publikation des Kanadiers James Bacque, der versuchte nachzuweisen, dass die Mehrheit der vermissten deutschen Soldaten nicht wie allgemein angenommen an der Ostfront geblieben war, sondern eine Million in den Gefangenenlagern der Westalliierten planmäßig ermordet worden seien. Das Buch wurde zeitweise auch von seriösen deutschen Medien ernsthaft diskutiert, bis historische Studien ihm falsche Grundannahmen, selektive Quellenwahrnehmung, Fehlinterpretationen, unberechtigte Schlussfolgerungen und manipulative Berechnungen nachwiesen. So wurden von ihm Todesraten aus den ersten Wochen der Rheinwiesenlager mit den unbestritten schlimmsten Verhältnissen auf die gesamte Belegungszeit aller Kriegsgefangenenlager hochgerechnet, obwohl sich selbst hier die Versorgung später deutlich verbessert hatte. Dass tote Kriegsgefangene in geringer Zahl an unbekannten Stellen außerhalb der Lager verscharrt wurden, ist nach den Augenzeugenberichten möglich. Erheblich größere Zahlen von Toten lassen sich aber weder durch die Vermisstenlisten noch durch Massengräber wahrscheinlich machen.
Auch eine von Bacque behauptete zentrale Strategie zur Tötung deutscher Kriegsgefangener durch die Lagerverhältnisse wird von der Forschung zurückgewiesen. Dass sich die immer noch feindliche Einstellung vieler amerikanischer Soldaten, zumal der Kampftruppen und kurz nach den Entdeckungen der deutschen Konzentrationslager, auch in unzulässig harter Behandlung der deutschen Kriegsgefangenen ausdrücken konnte, hat das Problem sicherlich vergrößert oder Lösungen verzögert. Maßgebliche Ursachen für die katastrophalen Verhältnisse in den Rheinwiesenlagern waren jedoch auch die unerwartet hohe Anzahl Kriegsgefangener in kurzer Zeit, die schlechte Versorgungslage in ganz Europa in Kombination mit zerstörter Infrastruktur in Westdeutschland und ungenügender Nachschub für die weitgehend aus US-Militärbeständen versorgten Kriegsgefangenen und Displaced Persons.